# Metavetenskap
Metavetenskap är en vetenskap om vetenskap. Exempelvis är fysik en metavetenskap inom naturvetenskap eftersom den kan användas för att beskriva andra vetenskaper inom samma område.
Ett vetenskapsområde kan således innehålla metadiscipliner, fältdiscipliner och basala discipliner.